# El clan dels marsellesos
El clan dels marsellesos  (títol original en francès: La Scoumoune) és una pel·lícula franco-italiana estrenada el 1972, dirigida per José Giovanni. Ha estat doblada al català.

## Argument
Marsella, 1934. Xavier Saratov és a la presó per a un homicidi que Jeannot Villanova, el patró de la màfia marsellesa, li ha fet assumir posant un cadàver al seu cotxe. Geneviève, la seva germana, i el seu amic Roberto Borgo, anomenat la Scoumoune perquè porta desgràcia als seus enemics desembeinant i tirant més de pressa que ells, intenten provar la seva innocència. Xavier és condemnat a vint anys de presó.
Roberto elimina diversos assassins de la màfia i acaba fins i tot abatent Villanova, del qual pren de seguida el lloc al cap del crim organitzat francès.
De resultes d'una baralla on és ferit, Roberto és condemnat a quinze anys i es troba a la mateixa presó que Xavier.
Després de temptatives infructuoses d'evasions arriba la guerra. Tots dos demanen ser allistats en l'exèrcit, però sense èxit. En canvi, en l'alliberament de França, se'ls proposa contra una rebaixa de pena, un treball de desactivació de mines a les platges que els alemanys havien trufat de mines i on es troben també bombes americanes. Xavier, intentant retirar una d'aquestes bombes, hi perd un braç.
Quan l'alliberen, Xavier no aconsegueix que se'l reintegri a la vida civil. El mataran en un enfrontament amb joves truans que volien segrestar la seva germana.
Roberto promet a aquesta venjar-se.

## Repartiment
- Jean-Paul Belmondo: Roberto Borgo
- Claudia Cardinale: Georgia Saratov
- Michel Constantin: Xavier Saratov
- Philippe Brizard: Fanfan
- Enrique Lucero: Migli
- Michel Peyrelon: Jeannot
- Alain Mottet: Ficelle
- Jacques Debary: Carl
- Jean-Claude Michel: advocat
- Marc Eyraud: Bonnaventure
- Aldo Bufi Landi: Villanova
- Gabriel Briand: presidiari
- Jacques Brunet: presidiari
- Jacques Marchand: presidiari
- Dominique Zardi: presidiari
- Pierre Collet: director presó
- Henri Vilbert: Graville
- Nicolas Vogel: Grégoire
- Albert Augier: Propietari del Scarabée
- Marie-Claude Mestral: Prostituta
- Jacques Rispal: concessionari de taüts
- Luciano Lorca/Catanacci
- Giancarlo Pannasse
- Andréa Ferréol: Prostituta
- Gérard Depardieu: jove truà
- Henri Lambert: jugador coleric
- Bruno Balp: inspector a la morgue
- Pierre Danny: sergent
- Michèle Perello
- Paul Beauvais
- Jean Gemin
- Lucie Arnold: cantant

## Al voltant de la pel·lícula
- La novel·la de José Giovanni, L'excommunié, ja havia estat adaptada al cinema per Jean Becker el 1961 sota el títol Un anomenat La Rocca (ja amb Jean-Paul Belmondo al paper de «Roberto») així com Michel Constantin però al paper d'un dels truans americans. José Giovanni, no va quedar satisfet de la pel·lícula encara que n'hagi estat el dialogista, ha va rodar llavors la seva pròpia adaptació, tornar a comptar amb Jean-Paul Belmondo en el paper principal.
- A les dues pel·lícules adaptades de L'excommunié Dominique Zardi, "l'home de les 600 pel·lícules" fa gairebé el mateix paper, el d'un presoner desactivador de mines que mor per una explosió a la platja.